# Copa Prelibertadores Femenina Colombia 2015
La Copa Prelibertadores Femenina Colombia 2015 fue la cuarta y última edición del torneo de fútbol femenino en Colombia organizado por la Federación Colombiana de Fútbol para definir al equipo que representará a Colombia en la Copa Libertadores Femenina 2015 debido a que en este país no existía una liga femenina de fútbol.

## Sistema de juego
El torneo se juega con tres fases:
- Primera fase: Disputada con catorce equipos divididos en cuatro grupos con sede fija en Caldas (Antioquia) durante tres jornadas.

En caso de empate durante esta fase se definirán las posiciones de la siguiente manera:

-1° Mayor número de partidos ganados

-2° Diferencia de goles (goles a favor menos goles en contra)

-3° Mayor número de goles a favor

-4° Resultado del enfrentamiento directo entre los dos o más equipos en
disputa.

-5° Sorteo

- Semifinales: Los ganadores de cada grupo en la primera fase se enfrentaran en un único partido para definir a los finalista:

- - Ganador Grupo A vs Ganador Grupo D
  - Ganador Grupo C vs Ganador Grupo B

- Final: El ganador de cada llave en la fase anterior se enfrentaran en la final del torneo para definir al campeón, ambos clasificarán a la Copa Libertadores Femenina 2015.

## Equipos participantes
| Equipo                      | Departamento    | Ciudad        | Director Técnico                |
| --------------------------- | --------------- | ------------- | ------------------------------- |
| Atlético Nacional           | Antioquia       | Medellín      | Diego Alejandro Bedoya Arroyave |
| Rionegro 2010               | Antioquia       | Rionegro      | Alexandro Javier Ortiz Villa    |
| Formas íntimas              | Antioquia       | Medellín      | Luis Armando Londoño Reyes      |
| Nuevo Milenio               | Antioquia       | Medellín      | Carlos Alfredo Taborda Bedoya   |
| Universidad Sergio Arboleda | Bogotá          | Bogotá        | Omar Leonardo Camacho Lemus     |
| Talentos FC                 | Bolívar         | Cartagena     | Evilso Torres Cassiani          |
| Elite FC                    | Bolívar         | Cartagena     | Jorge Luis Figueroa Salas       |
| Independiente Popayán       | Cauca           | Popayán       | Diego Felipe Salazar Ante       |
| Real Pasión                 | Cundinamarca    | Funza         | Jean Alberth Martínez Camargo   |
| Deportivo Kamatsa           | Meta            | Villavicencio | Harlen Danilo Carvajal Zapata   |
| Quindío FC                  | Quindío         | Armenia       |                                 |
| ASSC de Colombia            | Quindío         | Armenia       | Eddier Yohanny Valencia Sánchez |
| Esc. Carlos Sarmiento Lora  | Valle del Cauca | Cali          |                                 |
| Generaciones Palmiranas     | Valle del Cauca | Palmira       | Berley Villa Restrepo           |

## Novedades
Esta cuarta edición el torneo se juega por segunda vez en el departamento de Antioquia, en esta ocasión en el municipio de Caldas, además del aumento de nueve a catorce equipos, Formas Íntimas, Elite F.C. y Generaciones Palmiranas son los únicos que repiten participación los otros 11 equipos son debutantes, con la participación por primera vez de equipos representativos de los departamentos de Cauca, Quindío y Meta.
Además se destaca la participación del Atlético Nacional, siendo la primera vez que un club de la División Mayor del Fútbol Colombiano participa con su equipo femenino en este certamen.

## Primera fase
Estas son las posiciones en cada uno de los grupos del torneo. Esta fase se disputa del 20 al 24 de septiembre del 2015, todos los partidos se jugaron en el Estadio Luis Fernando Montoya del municipio de Caldas (Antioquia).

### Grupo A
| Equipo                      | Pts | PJ | PG | PE | PP | GF | GC | DG |
| --------------------------- | --- | -- | -- | -- | -- | -- | -- | -- |
| Real Pasión                 | 7   | 3  | 2  | 1  | 0  | 3  | 0  | 3  |
| Universidad Sergio Arboleda | 6   | 3  | 2  | 0  | 1  | 7  | 2  | 5  |
| ASSC de Colombia            | 3   | 3  | 1  | 0  | 2  | 3  | 5  | -2 |
| Nuevo Milenio               | 1   | 3  | 0  | 1  | 2  | 1  | 7  | -6 |

| 20 de septiembre de 2015, 10:00 | U. Sergio Arboleda                                           | 2 : 1   | ASSC de Colombia                 | Estadio Luis Fernando Montoya, Caldas      |                                            |
|                                 | Sindy Loreno Espinosa Angel 18' · Liseth Moreno Quintero 55' | Reporte | 67' Greisy Johana Benavides Rios | Árbitro(s): Yeimi Lucero Martínez Valverde | Árbitro(s): Yeimi Lucero Martínez Valverde |

| 20 de septiembre de 2015, 12:00 | Nuevo Milenio | 0 : 0   | Real Pasión | Estadio Luis Fernando Montoya, Caldas |                                      |
|                                 |               | Reporte |             | Árbitro(s): María Victoria Daza Ruiz  | Árbitro(s): María Victoria Daza Ruiz |

| 22 de septiembre de 2015, 10:00 | Real Pasión                      | 1 : 0   | U. Sergio Arboleda | Estadio Luis Fernando Montoya, Caldas        |                                              |
|                                 | 1' Mayra Tatiana Ramírez Ramírez | Reporte |                    | Árbitro(s): Andrea Patricia Chavarria Guerra | Árbitro(s): Andrea Patricia Chavarria Guerra |

| 22 de septiembre de 2015, 12:00 | ASCC de Colombia                                            | 2 : 1   | Nuevo Milenio                      | Estadio Luis Fernando Montoya, Caldas        |                                              |
|                                 | 37' Valentina Cardona Buitrago · 49' Paola Sánchez Quintero | Reporte | Kelly Yohana Restrepo Hincapie 15' | Árbitro(s): Mayra Alejandra Sánchez González | Árbitro(s): Mayra Alejandra Sánchez González |

| 24 de septiembre de 2015, 10:00 | U. Sergio Arboleda                                                                                             | 5 : 0   | Nuevo Milenio | Estadio Luis Fernando Montoya, Caldas |                                       |
|                                 | 9' Liseth Moreno Quintero · 22' 28' Maria Alejandra Varon Benítez · 54' Claudia Julieth Vergel Casas · Autogol | Reporte |               | Árbitro(s): Marlyn Jimena Solis Goméz | Árbitro(s): Marlyn Jimena Solis Goméz |

| 24 de septiembre de 2015, 12:00 | Real Pasión                                                        | 2 : 0   | ASCC de Colombia | Estadio Luis Fernando Montoya, Caldas    |                                          |
|                                 | 5' Sara Cristina Paez Martínez · 20' Mayra Tatiana Ramírez Ramírez | Reporte |                  | Árbitro(s): Mary Cristina Blanco Bolívar | Árbitro(s): Mary Cristina Blanco Bolívar |

### Grupo B
| Equipo                  | Pts | PJ | PG | PE | PP | GF | GC | DG  |
| ----------------------- | --- | -- | -- | -- | -- | -- | -- | --- |
| Generaciones Palmiranas | 9   | 3  | 3  | 0  | 0  | 15 | 3  | 12  |
| Atlético Nacional       | 6   | 3  | 2  | 0  | 1  | 13 | 6  | 7   |
| Kamatsa Villavicencio   | 3   | 3  | 1  | 0  | 2  | 11 | 5  | 6   |
| Talentos FC             | 0   | 3  | 0  | 0  | 3  | 0  | 25 | -25 |

| 20 de septiembre de 2015, 14:00 | Generaciones Palmiranas | 7 : 0   | Talentos FC | Estadio Luis Fernando Montoya, Caldas    |                                          |
|                                 | Manuela Alexandra González Mendoza 14', 31' · Jenny Alexandra Espinosa Gil 23' · Laura Marcela Cosme Rodríguez 47' · Jessica Fernanda Peña Banguero 50' · <Andrea Maria Cruz Mosquera 81' · Silvia Carolina Quintero Veloza 87' | Reporte |             | Árbitro(s): Mary Cristina Blanco Bolívar | Árbitro(s): Mary Cristina Blanco Bolívar |

| 20 de septiembre de 2015, 16:00 | Atlético Nacional               | 2 : 1   | Kamatsa Villavicencio          | Estadio Luis Fernando Montoya, Caldas |                                       |
|                                 | Yesica Restrepo Tabares 34' 35' | Reporte | 41' Diana Milena Prieto Campos | Árbitro(s): Marlyn Jimena Solis Gómez | Árbitro(s): Marlyn Jimena Solis Gómez |

| 22 de septiembre de 2015, 14:00 | Kamatsa Villavicencio | 1 : 3   | Generaciones Palmiranas                                                    | Estadio Luis Fernando Montoya, Caldas |                                       |
|                                 | Autogol               | Reporte | Jenny Alexandra Espinosa Gil 57' 73' · Silvia Carolina Quintero Veloza 80' | Árbitro(s): Marlyn Jimena Solis Gómez | Árbitro(s): Marlyn Jimena Solis Gómez |

| 22 de septiembre de 2015, 16:00 | Talentos FC | 0 : 9   | Atlético Nacional | Estadio Luis Fernando Montoya, Caldas      |                                            |
|                                 |             | Reporte | Yesica Restrepo Tabares 2' 53' · Elizabeth Palacio Angulo 9' · Lina Maria Restrepo Correa 27' · Daniela Tamayo Rojas 38' 40' 61' 79' · María Fernanda Álvarez Maya 49' | Árbitro(s): Yeimi Lucero Martínez Malverde | Árbitro(s): Yeimi Lucero Martínez Malverde |

| 24 de septiembre de 2015, 14:00 | Generaciones Palmiranas                                                                                               | 5 : 2   | Atlético Nacional                                     | Estadio Luis Fernando Montoya, Caldas       |                                             |
|                                 | 8' 19' 47' Manuela Alexandra González Mendoza · 51' Karent Lorena Balcazar Sainz · 62' Jessica Fernanda Peña Banguero | Reporte | Susana Álvarez Florez 60' · Sorany Pulgarin Villa 82' | Árbitro(s): Yessica Paola Villadiego Guzmán | Árbitro(s): Yessica Paola Villadiego Guzmán |

| 24 de septiembre de 2015, 16:00 | Kamatsa Villavicencio | 9 : 0   | Talentos FC | Estadio Luis Fernando Montoya, Caldas        |                                              |
|                                 | 3' 17' Neyid Cruz Diaz · 11' 32' Diana Milena Prieto Campos · 49' Maira Alejandra Leyton Torres · 50' Eika Julieth Contreras Barahona · 57' Paula Andrea Rivas Perdomo · 71' Angela Corina Clavijo Silva · 82' Ligui Valentina Vega Velásquez | Reporte |             | Árbitro(s): Andrea Patricia Chavarria Guerra | Árbitro(s): Andrea Patricia Chavarria Guerra |

### Grupo C
| Equipo                   | Pts | PJ | PG | PE | PP | GF | GC | DG |
| ------------------------ | --- | -- | -- | -- | -- | -- | -- | -- |
| Formas Íntimas           | 6   | 2  | 2  | 0  | 0  | 7  | 2  | 5  |
| Escuela Carlos Sarmiento | 1   | 2  | 0  | 1  | 1  | 4  | 5  | -1 |
| Independiente Popayán    | 1   | 2  | 0  | 1  | 1  | 2  | 6  | -4 |

| 20 de septiembre de 2015, 18:00 | Formas Íntimas                                                                                       | 4 : 0   | Independiente Popayán | Estadio Luis Fernando Montoya, Caldas       |                                             |
|                                 | Yisela Cuesta Bejarano 15' · Maria Catalina Usme Pinera 35' 36' · Geraldine Licet Cardona Bedoya 44' | Reporte |                       | Árbitro(s): Yessica Paola Villadiego Guzmán | Árbitro(s): Yessica Paola Villadiego Guzmán |

| 22 de septiembre de 2015, 18:00 | Independiente Popayán                                           | 2 : 2   | Escuela Carlos Sarmiento                                                     | Estadio Luis Fernando Montoya, Caldas |                                     |
|                                 | 39' Sorely Carabali Carabali · 45' Suly Liliana Velasco Mahecha | Reporte | Mauryn Julieth Quiceno Cifuentes 65' · Jorelyn Daniela Carabali Martínez 74' | Árbitro(s): Luz Amalia Ruiz Sánchez   | Árbitro(s): Luz Amalia Ruiz Sánchez |

| 24 de septiembre de 2015, 18:00 | Escuela Carlos Sarmiento                               | 2 : 3   | Formas Íntimas                                                                                  | Estadio Luis Fernando Montoya, Caldas |                                       |
|                                 | 61' Lina Marcela Muñoz Cuesta · 63' Yorladiz Diaz Leon | Reporte | Manuela Vanegas Cataña 6' · Jenifer Natalia Peñaloza Hoyos 54' · Maria Catalina Usme Pineda 76' | Árbitro(s): Maria Victoria Daza Ortiz | Árbitro(s): Maria Victoria Daza Ortiz |

### Grupo D
| Equipo                 | Pts | PJ | PG | PE | PP | GF | GC | DG |
| ---------------------- | --- | -- | -- | -- | -- | -- | -- | -- |
| Atlético Rionegro 2010 | 4   | 2  | 1  | 1  | 0  | 7  | 4  | 3  |
| Fútbol Elite FC        | 4   | 2  | 1  | 1  | 0  | 6  | 4  | 2  |
| Quindío FC             | 0   | 2  | 2  | 0  | 2  | 2  | 7  | -5 |

| 20 de septiembre de 2015, 20:00 | Fútbol Elite FC                                                             | 3 : 3   | Atlético Rionegro 2000                                            | Estadio Luis Fernando Montoya, Caldas      |                                            |
|                                 | Quiara Vanessa Trespalacios Ávila 15' · Dayana Arlet Castillo López 38' 40' | Reporte | 3' Veronica Zapata Alarcón · 21' 74' Maria Viviana Munera Zuluaga | Árbitro(s): Adriana Milena Granados Sierra | Árbitro(s): Adriana Milena Granados Sierra |

| 22 de septiembre de 2015, 20:00 | Atlético Rionegro 2000                                                                                     | 4 : 1   | Quindío FC                     | Estadio Luis Fernando Montoya, Caldas |                                       |
|                                 | 16' Maria Viviana Munera Zuluaga · 27' Sara Sofia Martínez Restrepo · 30' 82' Karen Daniela Sosa Hernández | Reporte | Olga Mery Velásquez Osorio 28' | Árbitro(s): Maria Victoria Daza Ortiz | Árbitro(s): Maria Victoria Daza Ortiz |

| 24 de septiembre de 2015, 20:00 | Quindío FC                   | 1 : 3   | Fútbol Elite FC                                                                                     | Estadio Luis Fernando Montoya, Caldas      |                                            |
|                                 | 62' Marjorie Arteaga Pompeyo | Reporte | Dayana Arlet Castillo López 32' · Yesica Rocio Caicedo Marcela 45' · Paula Andrea Pomares Arias 47' | Árbitro(s): Yeimi Lucero Martínez Valverde | Árbitro(s): Yeimi Lucero Martínez Valverde |

|  | Clasificados a Semifinales |
|  | Eliminados                 |

## Fase final
Clasificaron a las semifinales los primeros de cada grupo.
|  | Semifinales | Semifinales             | Semifinales    |                |             | Final       | Final | Final |  |
|  |             |                         |                |                |             |             |       |       |  |
|  |             |                         |                |                |             |             |       |       |  |
|  | 1           | Real Pasión             | 3              |                |             |             |       |       |  |
|  | 1           | Real Pasión             | 3              |                |             |             |       |       |  |
|  | 4           | Atlético Rionegro 2000  | 1              |                |             |             |       |       |  |
|  | 4           | Atlético Rionegro 2000  | 1              |                | Real Pasión | Real Pasión | 0     |       |  |
|  |             |                         |                |                | Real Pasión | Real Pasión | 0     |       |  |
|  |             |                         | Formas Íntimas | Formas Íntimas | 6           |             |       |       |  |
|  | 3           | Formas Íntimas          | Formas Íntimas | Formas Íntimas | 6           | 1 (4)       |       |       |  |
|  | 3           | Formas Íntimas          |                |                |             | 1 (4)       |       |       |  |
|  | 2           | Generaciones Palmiranas | 1 (1)          |                |             |             |       |       |  |
|  | 2           | Generaciones Palmiranas | 1 (1)          |                |             |             |       |       |  |
|  |             |                         |                |                |             |             |       |       |  |

### Semifinal
Se disputó el 26 de septiembre de 2015.
| 26 de septiembre de 2015, 09:00 | Real Pasión                                                                                              | 3 : 1   | Atlético Rionegro 2000           | Estadio Luis Fernando Montoya, Caldas |                                       |
|                                 | 84' Andrea Viviana Caicedo Aguilera · 88' Angie Lorena Ramírez Rojas · 90' Mayra Tatiana Ramírez Ramírez | Reporte | Maria Viviana Munera Zuluega 75' | Árbitro(s): Maria Victoria Diaz Ortiz | Árbitro(s): Maria Victoria Diaz Ortiz |

| 26 de septiembre de 2015, 11:00 | Formas Íntimas                     | 1 : 1 (4 : 1 p.) | Generaciones Palmiranas          | Estadio Luis Fernando Montoya, Caldas      |                                            |
|                                 | 82' Jenifer Natalia Peñaloza Hoyos | Reporte          | Leidy Jhoanna Asprilla Solis 75' | Árbitro(s): Yeimi Lucero Martínez Valverde | Árbitro(s): Yeimi Lucero Martínez Valverde |

### Final
Se disputó el 27 de septiembre de 2015.
| 27 de septiembre de 2015, 11:00 | Formas Íntimas                                                                                                  | 6 : 0   | Real Pasión | Estadio Luis Fernando Montoya, Caldas    |                                          |
|                                 | Maria Catalina Usme Pineda 25' 49' 52' · Jenifer Natalia Peñaloza Hoyos 62' 80' · Tatiana Castañeda Acevedo 69' | Reporte |             | Árbitro(s): Mary Cristina Blanco Bolívar | Árbitro(s): Mary Cristina Blanco Bolívar |

| Colombia                             |
| Campeón Formas Íntimas Cuarto título |

## Goleadores
Estos son las principales anotadares del torneo.
| Jugador                            | Equipo                  | Goles |
| ---------------------------------- | ----------------------- | ----- |
| Catalina Usme                      | Formas Íntimas          | 6     |
| Manuela Alexandra González Mendoza | Generaciones Palmiranas | 5     |
| Jenifer Natalia Peñaloza Hoyos     | Formas Íntimas          | 4     |
| Yesica Restrepo Tabares            | Atlético Nacional       | 4     |
| Daniela Tamayo Rojas               | Atlético Nacional       | 4     |
| Maria Viviana Munera Zuluaga       | Atlético Rionegro 2000  | 4     |